# Rue Saint-Denis (Nantes)
Pour les articles homonymes, voir Rue Saint-Denis.
La rue Saint-Denis est une voie de Nantes, en France.

## Situation et accès
Située dans le centre-ville de Nantes, la rue Saint-Denis est une voie bitumée, ouverte à la circulation automobile. Rectiligne, elle relie la rue de Verdun à la place Dumoustier, un peu à l'ouest de la cathédrale. Elle croise la rue du Général-Leclerc-de-Hauteclocque.

## Origine du nom
La voie doit son nom à la présence de l'église Saint-Denis, aujourd'hui détruite.

## Historique
L'église Saint-Denis est probablement construite au VIIe siècle, et rebâtie au XVIIIe siècle. C'était un bâtiment d'environ 20 m sur 18 m, situé au no 9 de la rue actuelle. L'édifice est vendu comme bien national, et transformé en maison d'habitation et de commerce. La cour intérieure conserve certains éléments de l'église : le chevet appuyé sur trois colonnes, un escalier appuyé sur une autre colonne, et les caves qui sont d'anciennes cryptes.
Jusqu'en 1867, la rue Saint-Denis aboutit dans la rue Notre-Dame ; celle-ci est raccourcie lors de l'aménagement de la place Saint-Pierre, et la rue Saint-Denis s'achève dès lors place Dumoustier.
La rue est coupée en deux lors de l'ouverture de la « rue de Châteaudun », rebaptisée depuis rue du Général-Leclerc-de-Hauteclocque, vers 1870.